# Jason Puncheon
Jason David Ian Puncheon (Croydon, 26 giugno 1986) è un allenatore di calcio ed ex calciatore inglese, di ruolo centrocampista, tecnico dell'Akritas Chlōrakas.

## Carriera

### Calciatore
Nella stagione 2010-2011 esordisce in massima serie con la maglia del Blackpool.